# Bachia trisanale
Espèce
Synonymes
- Ophiognomon trisanale Cope, 1868
- Chalcides abendrothi Peters, 1871
- Propus vermiformis Cope, 1874

Statut de conservation UICN

 LC  : Préoccupation mineure
Bachia trisanale est une espèce de sauriens de la famille des Gymnophthalmidae.

## Répartition
Cette espèce se rencontre dans le Sud de la Colombie, dans l'Est du Équateur, au Pérou, en Bolivie et dans l'Ouest du Brésil.

## Liste des sous-espèces
Selon The Reptile Database (14 novembre 2012) :
- Bachia trisanale abendrothi (Peters, 1871)
- Bachia trisanale trisanale (Cope, 1868)
- Bachia trisanale vermiformis (Cope, 1874)

## Publications originales
- Cope, 1868 : An examination of the Reptilia and Batrachia obtained by the Orton Expedition to Equador and the Upper Amazon, with notes on other species. Proceedings of the Academy of Natural Sciences of Philadelphia, vol. 20, p. 96-140 (texte intégral).
- Cope, 1874 : Description of some species of reptiles obtained by Dr. John F. Bransford, Assistant Surgeon United States Navy, while attached to the Nicaraguan surveying expedition in 1873. Proceedings of the Academy of Natural Sciences of Philadelphia, vol. vol 26, p. 64-72 (texte intégral).
- Peters, 1871 : Über eine von Hrn. Dr. Robert Abendroth in dem Hochlande von Peru gemachte Sammlung von Amphibien, welche derselbe dem Königl. zoologischen Museum geschenkt hat. Monatsberichte der Königlichen preussischen Akademie der Wissenschaften zu Berlin, vol. 1871, p. 397-404 (texte intégral).